# کوک‌اومرن
کوک‌اومرن (به لاتین: Kökömeren) یک رود در قرقیزستان است که در استان نارین واقع شده‌است.